# Hillsboro (Indiana)
Hillsboro – miasto w Stanach Zjednoczonych, w stanie Indiana, w hrabstwie Fountain.